# Mistrzostwa Polski w Pięcioboju Nowoczesnym 2011
Mistrzostwa Polski w Pięcioboju Nowoczesnym 2011 odbyły się w międzynarodowej obsadzie w Drzonkowie w dniach 17–19 czerwca 2011 roku.
Mistrzem Polski seniorów został po raz drugi Łukasz Klekot, natomiast wśród kobiet triumfowała również po raz drugi (z rzędu) Sylwia Gawlikowska-Czwojdzińska. W zawodach startowały reprezentacje Niemiec, Włoch, Finlandii, Gwatemali i Irlandii oraz polscy zawodnicy z sześciu klubów (ZKS Drzonków, St PP CWKS Legia Warszawa, UKS G-8 Bielany Warszawa, UKS 48 Częstochowa, UKS Żoliborz Warszawa i SKS Start Łódź).

## Wyniki[1]

### Kobiety
| Miejsce | Zawodniczka                     | Klub /Repr.               | Wynik    |
| ------- | ------------------------------- | ------------------------- | -------- |
|         | Sylwia Gawlikowska-Czwojdzińska | St PP CWKS Legia Warszawa | 5316 pkt |
| 2.      | Barbora Kodedova                | Czechy                    | 5240 pkt |
|         | Paulina Boenisz                 | St PP CWKS Legia Warszawa | 5196 pkt |
| 4.      | Ronja Doring                    | Niemcy                    | 5040 pkt |
| 5.      | Lenka Bilkova                   | Czechy                    | 5020 pkt |
|         | Katarzyna Wójcik                | St PP CWKS Legia Warszawa | 5008 pkt |

### Mężczyźni
| Miejsce | Zawodnik                | Klub /Repr.       | Wynik    |
| ------- | ----------------------- | ----------------- | -------- |
|         | Łukasz Klekot           | ZKS Drzonków      | 5860 pkt |
|         | Remigiusz Golis         | UKS „G-8 Bielany” | 5720 pkt |
| 3.      | Jan Kuf                 | Czechy            | 5680 pkt |
| 4.      | Arthur Lanigan O’Keeffe | Irlandia          | 5628 pkt |
| 5.      | Tulio De Santis         | Włochy            | 5612 pkt |
|         | Szymon Staśkiewicz      | ZKS Drzonków      | 5568 pkt |